# 原臺灣府考棚遺構
22°59′34″N 120°12′30″E / 22.99291°N 120.20842°E
原臺灣府考棚遺構位於臺南市中西區衛民街「駅前千利修大樓」的花台，為清代臺灣府城的考棚殘存的部分。2021年2月4日，以「清代考棚遺構」的名稱審議為臺南市的歷史建築，之後於該年3月25日正式公告。
此遺構據推測，可能是原建築「照壁」的基礎。

## 沿革
早期臺灣府並未設專用的考棚，直到道光十三年（1833年），因為應試人數增加，原有應試空間不敷使用，才在臺灣府署（今衛民街、武德街一帶，臺灣府城隍廟附近）的西北方新建「臺灣府考棚」。道光十五年（1835年）考棚完工，約有三千個座位。後來因為行政區劃調整，該地區改為臺南府，考棚也因而改稱「臺南府試院」。
二次大戰後，該地一度為臺南憲兵隊使用。建商開發後，於2015年發現此遺構。大樓建成後，此段遺構被展示在原發現處新建的花台上。